# Üpszilon-mezon

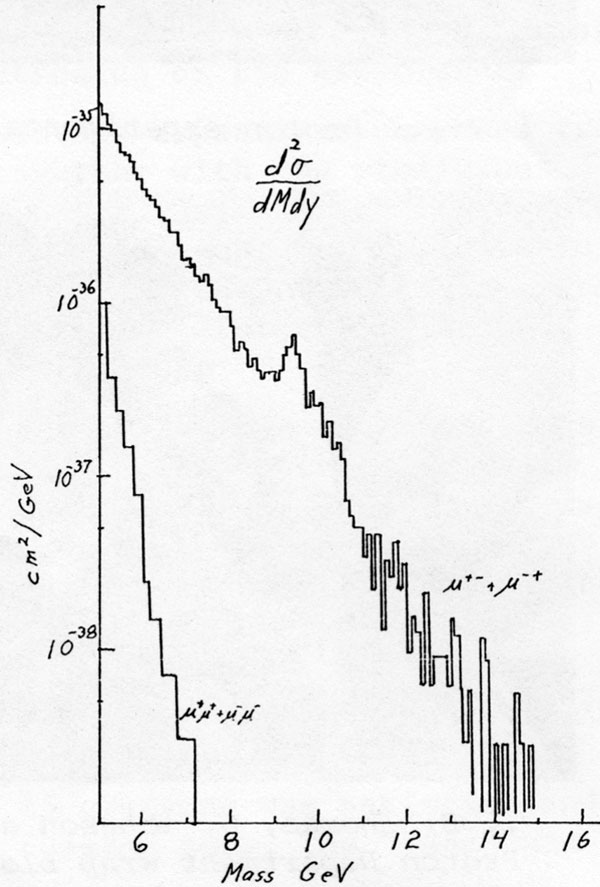
Az üpszilon-mezon rezonanciacsúcsa

Az üpszilon-mezon egy bottom kvarkból és egy bottom antikvarkból álló mezon, amely így a kvarkíz szempontjából semleges. Az E288 együttműködés fedezte fel 1977-ben, amelyet Leon Lederman vezetett a Fermilabban. Ez volt az első olyan felfedezett részecske, amelyik bottom kvarkot tartalmaz, mivel ez a legkönnyebb ilyen részecske, és további nehéz részecskék együttes keltése nélkül keletkezni tud kvarkízsemlegessége miatt.  Tömege 9,46 GeV/c², tömegszélessége 54 keV/c²,  élettartama 1.22•10−20 másodperc.